# Eupithecia fuscicostata
Eupithecia fuscicostata là một loài bướm đêm trong họ Geometridae.